# Badain Jaran
Badain Jaran je poušť v severní Číně, v autonomní oblasti Vnitřní Mongolsko a provincii Kan-su. Její rozloha je přibližně 49 000 km², od roku 2024 je část pouště (7262 km²) součástí světového přírodního dědictví UNESCO.

## Popis
Nachází se na náhorní plošině Alxa v nadmořské výšce od 1200 m n. m. do 1500 m n. m., je dílčí součástí pouště Gobi. Tato poušť má jedny z největších stacionárních písečných dun na světě - některé z nich dosahují výšky přes 450 metrů. Mezi těmito dunami je více než sto čtyřicet jezer, z nichž některá jsou sladkovodní, některá extrémně slaná. Jsou napájena podzemní vodou a příležitostnými atmosférickými srážkami (i sněhovými). Jezera, která se často nachází v jižní části pouště, dávají poušti její mongolské jméno Badain Jaran, což znamená „tajemná jezera“.

## Fotogalerie

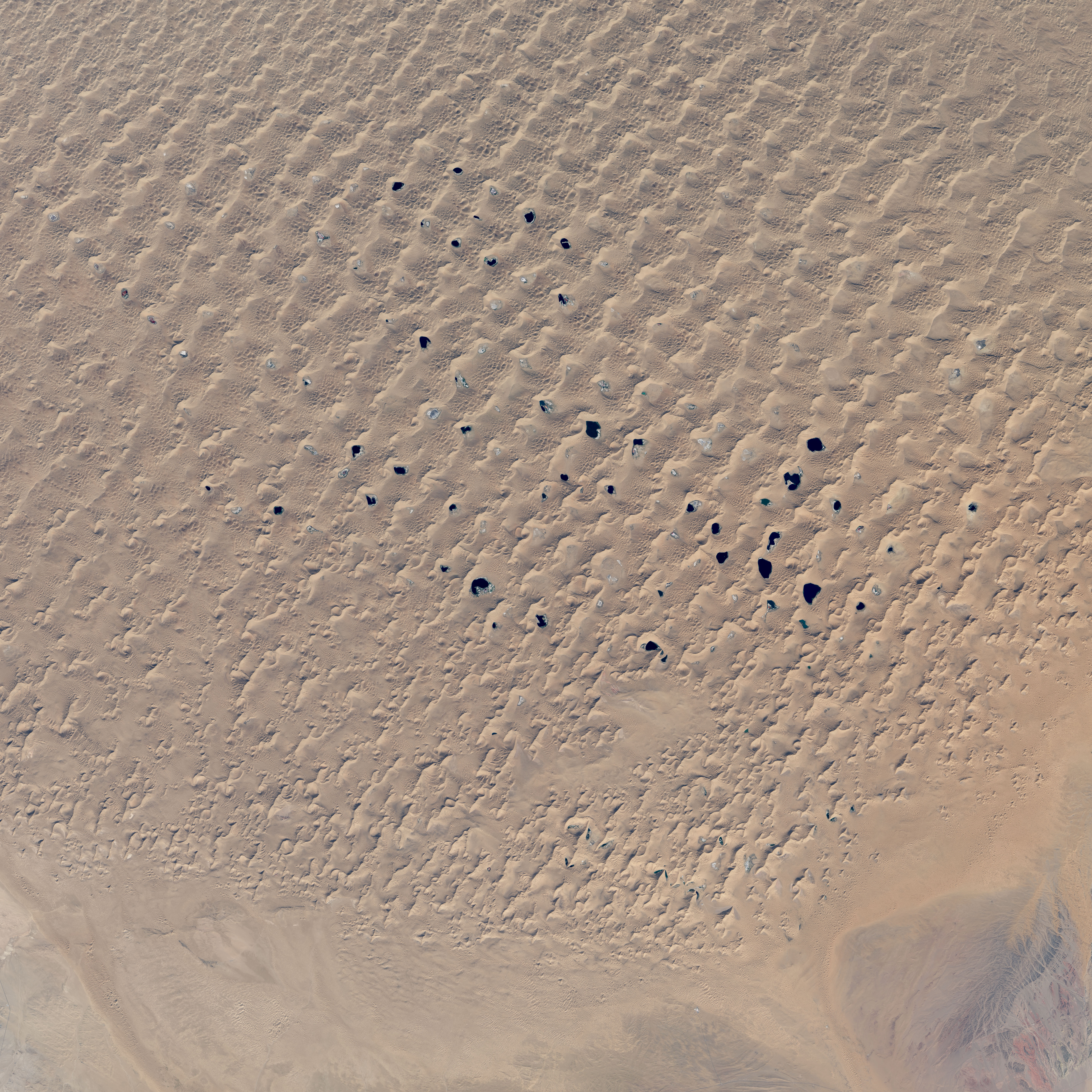
satelitní snímek pouště
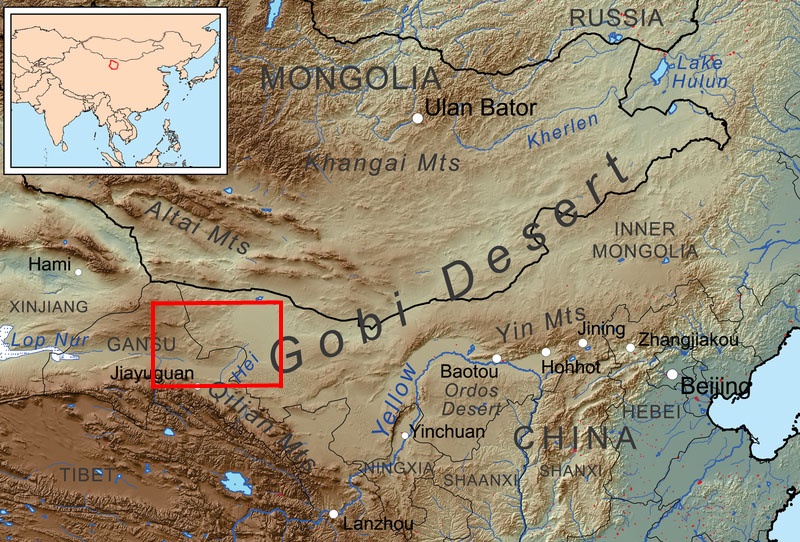
lokalizace pouště
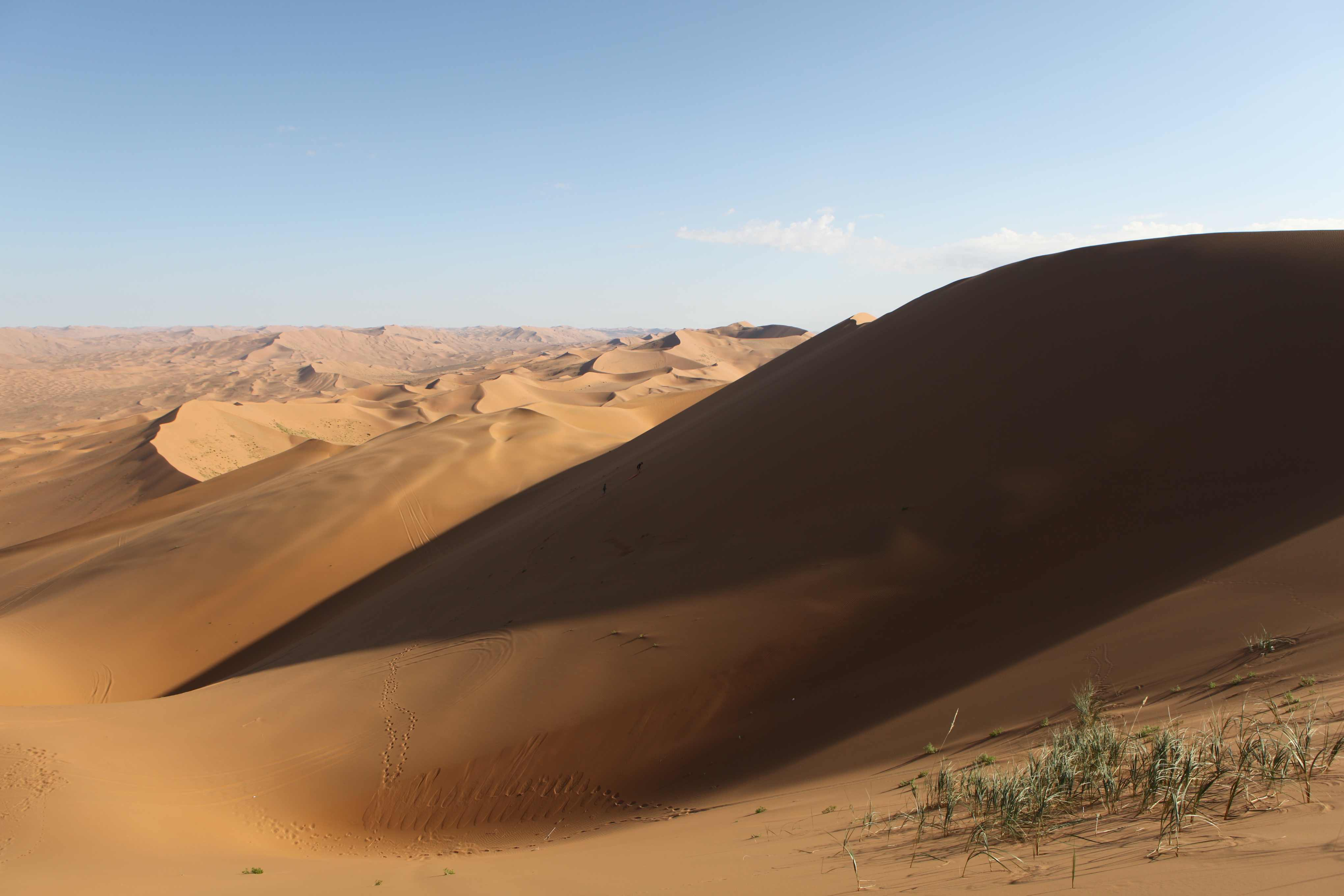
písečné duny
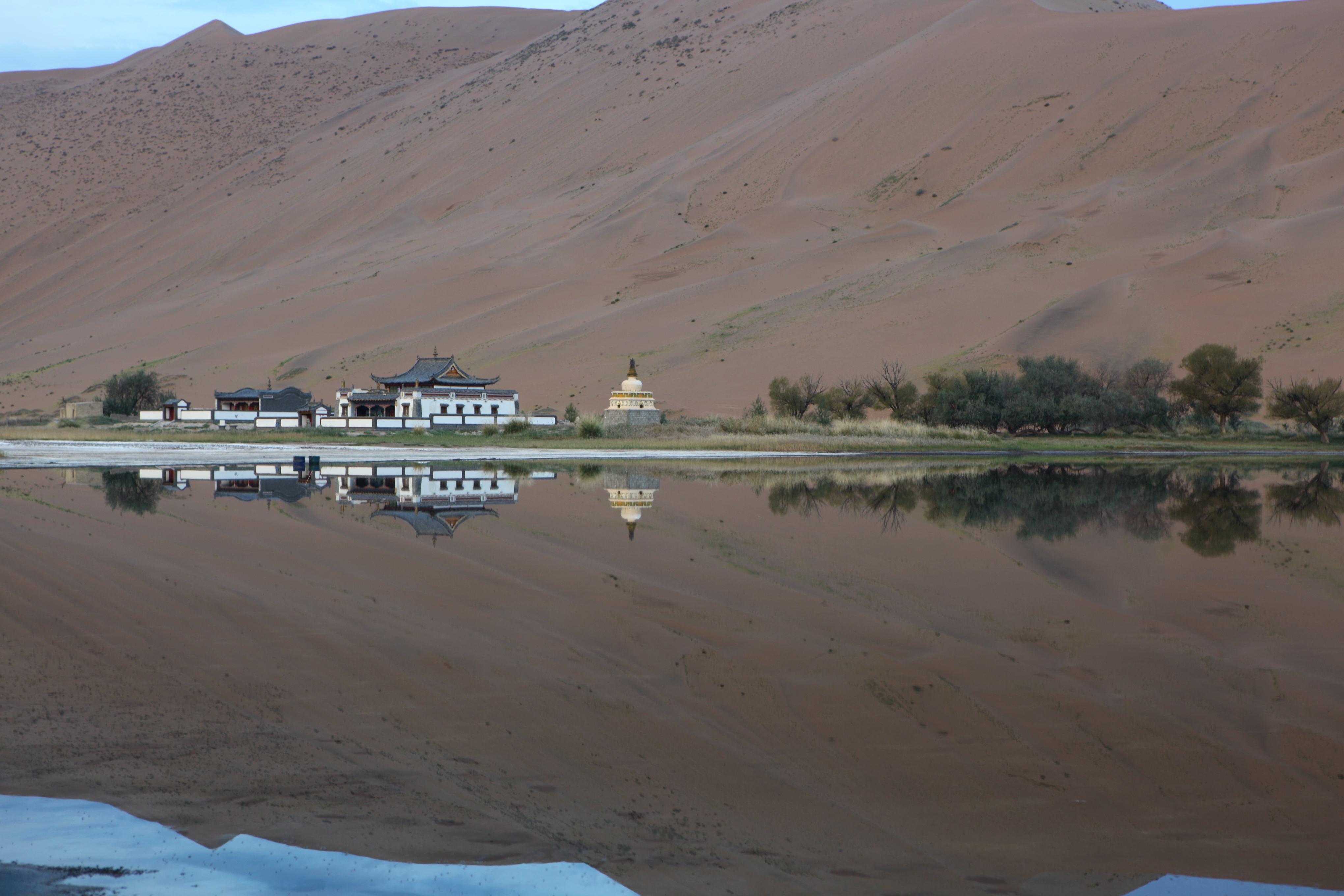
chrám Badain Jaran